# Hôtel (film, 2004)
Pour les articles homonymes, voir Hotel.
Pour plus de détails, voir Fiche technique et Distribution.
Hôtel (Hotel) est un film autrichien réalisé par Jessica Hausner, sorti en 2004.

## Synopsis
Irene commence un apprentissage de réceptionniste dans un hôtel perdu au fond d'une forêt. Elle apprend assez vite que l'employée qu'elle remplace a disparu dans d'étranges circonstances. Elle mène sa propre enquête, mais peu à peu, elle se rend compte qu'une menace pèse sur elle.

## Fiche technique
- Titre : Hôtel
- Titre original : Hotel
- Réalisation : Jessica Hausner
- Scénario : Jessica Hausner
- Photographie : Martin Gschlacht
- Montage : Karina Ressler
- Sociétés de production : Coop99 Filmproduktion, Essential Filmproduktion
- Pays de production : Autriche
- Langue originale : allemand
- Genre : Thriller
- Durée : 82 minutes
- Dates de sortie :
  - France : 17 mai 2004 (Festival de Cannes)
  - France : 9 mars 2005

## Distribution
- Franziska Weisz : Irene
- Birgit Minichmayr : Petra
- Marlene Streeruwitz : Mme Maschek
- Rosa Waissnix : Mme Liebig (la véritable propriétaire de l'hôtel)
- Christopher Schärf : Erik
- Peter Strauß[1] : Mr Kos
- Regina Fritsch : Mme Karin
- Alfred Worel : Mr Liebig